# Schwerte (Ruhr)
Schwerte – stacja kolejowa w Schwerte, w kraju związkowym Nadrenia Północna-Westfalia, w Niemczech. Znajdują się tu 3 perony.